# تیرینیا
تیرینیا (به ایتالیایی: Tirrenia) یک منطقهٔ مسکونی در ایتالیا است که در پیزا واقع شده‌است. تیرینیا ۳٬۱۵۰ نفر جمعیت دارد و ۵ متر بالاتر از سطح دریا واقع شده‌است.